# Yewande Omotoso
Yewande Omotoso (nascuda el 1980) és una escriptora que viu actualment a Sud-àfrica, arquitecta i dissenyadora, que va néixer a Barbados i va créixer a Nigèria. Ara viu a Johannesburg. Les seves dues novel·les que ha publicat han guanyat una considerable atenció, incloent-hi el South African Literary Award per la seva primera novel·la, que va ser finalista pel South African Sunday Times Fiction Prize, el M-Net Literary Awards 2012, i el Etisalat Prize for Literature 2013, així com el Bailey's Women's Prize for Fiction del 2017.
Yewande Omotoso va néixer a Bridgetown, Barbados; i amb un any de vida es va muda a Nigèria amb el seu pare, d'origen nigerià, la seva mare i els dos germans. Va créixer a Ile-Ife, a l'estat d'Osun, fins al 1992, quan la seva família es va traslladar a Sud-àfrica després que el seu pare comencés a treballar a la Universitat del Cap Occidental. Ella ha dit: "Tenint en compte els anys que he viscut a Sud-àfrica, penso que sóc el producte de tres nacions: Barbados, Nigèria i Sud-àfrica". Nigèria forma part d'una part molt important del meu ésser, de la meva identitat", i en una entrevista el 2015, va dir: "La identitat és complexa. M'encanta ser nigeriana. M'encanta pertànyer a aquesta identitat tot i que la meva pertinença sigui complexa, degut a les múltiples identitats i experiències migratòries."
Va estudiar arquitectura a la Universitat del Cap Occidental (UCT) i després de treballar diversos anys com a arquitecta, vo obtenir un màster en escriptura creativa per la mateixa universitat.

## Obres
- Bom Boy, Modjaji Books, 2011. ISBN 978-1-920397-35-7[11]
- The Woman Next Door, Chatto and Windus, 2016.,[12] publicada en català La veïna del costat, per Les Hores.